# HMS Duke of York
A HMS Duke of York a Brit Királyi Haditengerészet V. György osztályú csatahajója volt. Az 1941-ben szolgálatba állított hajó az egyik legmodernebb brit hadihajó volt a második világháború során.
1941 decemberében a Duke of York fedélzetén utazott az Egyesült Államokba Winston Churchill brit miniszterelnök, hogy találkozzon Franklin D. Roosevelt amerikai elnökkel. 1942 tavaszán az Atlanti-óceán északi részén kísért konvojokat, majd 1942 októberében részt vett a szövetségesek észak-afrikai partraszállásában, bár feladata csak a repülőgéphordozó anyahajók védelme volt.
1943. december 26-án a Duke of York tagja volt a Királyi Haditengerészet egyik kötelékének, amely harcba keveredett a német Scharnhorst csatacirkálóval. Az ütközet során a Scharnhorst számos találatot ért el a Duke of York-on, de utóbbi 360 mm-es gránátjaival megrongálta a Scharnhorst egyik lövegtornyát és egy kazánját. Ezt követően a Scharnhorst megpróbált elmenekülni a szövetséges hajók elől, de számos torpedótalálat érte és végül a Duke of York ismét lőtávolságba tudott kerülni. A 10 és fél órás csata eredményeképpen a szövetséges hajók elsüllyesztették a Scharnhorst-ot.
1945-ben a Duke of York-ot kinevezték a csendes-óceáni brit flotta zászlóshajójává, de útközben hajtómű problémái támadtak és csak Japán megadása után ért a csendes-óceáni hadszíntérre.
A háború után a Duke of York 1951-ig aktív szolgálatban maradt, 1957-ben azonban törölték a haditengerészet jegyzékéből és még ugyanazon évben elbontották.

## Tervezése
Az 1930-ban aláírt londoni szerződés meghosszabbította a csatahajók építésének 1922-ben elfogadott tilalmát. 1936-ra azonban a brit Admiralitás belátta, hogy a Királyi Haditengerészetnek nincsen elegendő számú modern csatahajója. Ezt követően az Admiralitás elrendelte egy új, korszerű csatahajóosztály terveinek elkészítését, ez lett később az V. György osztály. Az új csatahajókat csak korlátozott fegyverzettel tervezték, mivel az 1922-es washingtoni öthatalmi szerződés korlátozásai továbbra is érvényesek voltak.
A Duke of York-ot, amely az osztály harmadik egysége volt (az HMS George V és az HMS Prince of Wales után), 1936. november 16-án rendelték meg és építését 1937. május 5-én kezdték a John Brown & Company hajógyárban, Skóciában. 1940. február 28-án bocsátották vízre és 1941. november 4-én állították szolgálatba, hazai kikötője a Haditengerészet Scapa Flow-i bázisa volt.

## Felépítése
A Duke of York vízkiszorítása 42 721 brt volt, teljes hossza 227,1 m, árbócmagassága 31,4 m, merülése 10,5 m teljes fegyverzettel.
Meghajtásáról 8 db kazán és 4 db Parsons-féle gőzturbina gondoskodott, a hajtóművek összteljesítménye 75 000 kW volt normál üzemben, míg vészhelyzeti üzemmódban 82 000 kW teljesítmény leadására voltak képesek. A hajó csúcssebessége 28,3 csomó (52 km/h) volt. Üzemanyagtartályaiban 3800 tonna (később 4100 tonna) fűtőolajat tudott szállítani, 10 csomós sebesség mellett az elméleti hatótávolsága elérte a 28 900 km-t, csúcssebességnél hatótávolsága 5700 km volt. Emellett 200 tonna dízelolajat, 400 tonna ivóvizet és 300 tonna kazánban használt vizet szállított.

### Fegyverzete
A Duke of York fő fegyverzete 10 db BL 14 hüvelykes (356 mm) Mk VII ágyú volt, ezekből 4-4-et a hajó orrán és tatján található lövegtornyokba, a maradék kettőt az orrban található lövegtorony fölé építettek be. A főfegyverzetből kilőtt oldalsortűz tömege elérte a 7,2 tonnát és a lövegtornyok 40 másodpercenként voltak képesek tüzelni. A másodlagos fegyverzet 16 db QF 5,25 hüvelykes (133 mm) Mk I ágyú volt, amelyeket kettesével építettek be a lövegtornyokba. Az ágyút egyaránt lehetett alkalmazni felszíni hajók és repülőgépek ellen, maximális hatótávolsága 22 km volt, repülőgépek ellen 14 km magasságba lehetett velük tüzelni. Percenként elméletben 10-12 lövés leadására voltak képesek, de a gyakorlatban a tűzgyorsaság nem haladta meg a percenkénti 8-9 lövést.
A fegyverzet része volt még 48 db QF 40 mm légvédelmi ágyú és további 6 db, kézzel működtetett Oerlikon 20 mm légvédelmi ágyú.

### Páncélzata

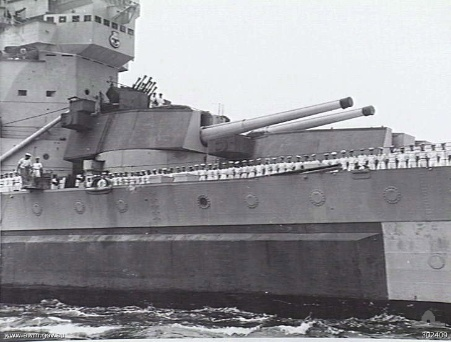
Az V. György osztályú csatahajók páncélöve jól látható a fedélzet alatt, a vízvonal felett (a képen a HMS Howe látható).

A Duke of York fő páncélövének vastagsága elérte a 370 mm-t, a fedélzetet 127–152 mm vastag páncél védte, a belső válaszfalak 254–305 mm vastagok voltak, míg a lövegtornyok páncélja 324 mm vastag volt.
A brit haditengerészet első világháborús tapasztalatai a páncélzat kialakítása során nagy hangsúlyt fektettek a lövedékraktárak védelmére, amelyeket a hajó fenekéhez közel helyeztek el, felettük összesen 250 mm vastagságú páncélréteg volt.
A fő páncélöv átlagosan 370 mm vastagságú volt, az első lövegtorony előtt kezdődött és a hátsó lövegtorony mögött végződött, a fedélzettől a vízszint alatti 4,6 mélységig tartott. Legnagyobb vastagságát a lövedékraktárak magasságában érte el (381 mm), míg a kazántermek magasságában 356 mm volt. A páncélozott válaszfalak vastagsága elöl 305 mm, hátul 254 mm volt.

## Szolgálata a második világháborúban
A Duke of York első éles bevetésére 1941 decemberében került sor, amikor fedélzetén Winston Churchill brit miniszterelnökkel átkelt az Atlanti-óceánon. 1941. december 22-én érkezett meg a marylandi Annapolis kikötőjébe, majd 1942 januárjában Bermuda felé vette az irányt, és 1942. január 17-én tért vissza Scapa Flow-ba.
1942. március 1-jétől a PQ 12 konvoj kísérőhajója volt a HMS Renown csatacirkáló, a HMS Kenya cirkáló és 6 romboló társaságában. Március 6-án a konvoj kíséretéhez csatlakozott az osztály névadó hajója, a HMS King George V csatahajó, a HMS Victorious anyahajó, a HMS Berwick nehézcirkáló és további romboló, mivel a német Tirpitz támadására számítottak. A Tirpitz március 6-án futott ki, de végül nem került sor összecsapásra, csak a Tirpitz ellen hajtottak végre sikertelen támadást a Victorious repülőgépei.

### Hadműveletek a Földközi-tengeren
1942 októberében a Duke of York-ot a Force H fedőnevű szövetséges flotta zászlóshajójaként Gibraltárba vezényelték, majd a következő hónapban a szövetséges csapatok észak-afrikai partraszállását támogatta. Elsődleges feladata a hadműveletben részt vevő anyahajók, a Victorious, a HMS Formidable és a HMS Furious támogatása volt. Olasz repülőgépek szórványos támadást intéztek a Duke of York és más hajók ellen, de ezeket az anyahajókról felszálló vadászgépek könnyedén el tudták hárítani. A hadművelet befejeztével a Duke of York karbantartás miatt visszatért Nagy-Britanniába.
1943. május 14-én ismét szolgálatba állt és a Force H zászlóshajója volt, amíg a King George V és a Howe a szicíliai partraszállást támogatták. 1943 júniusában az Operation Gearbox hadművelet keretében a Duke of York és a HMS Anson brit hadihajók az amerikai USS Alabama és USS South Dakota csatahajók társaságában a Spitzbergák és a Kola-félsziget környékén tevékenykedett, míg a rákövetkező hónapban elterelő hadműveletekben vett részt, hogy német erőket vonjon el a szicíliai hadjárattól.

### Összecsapás aScharnhorsttal

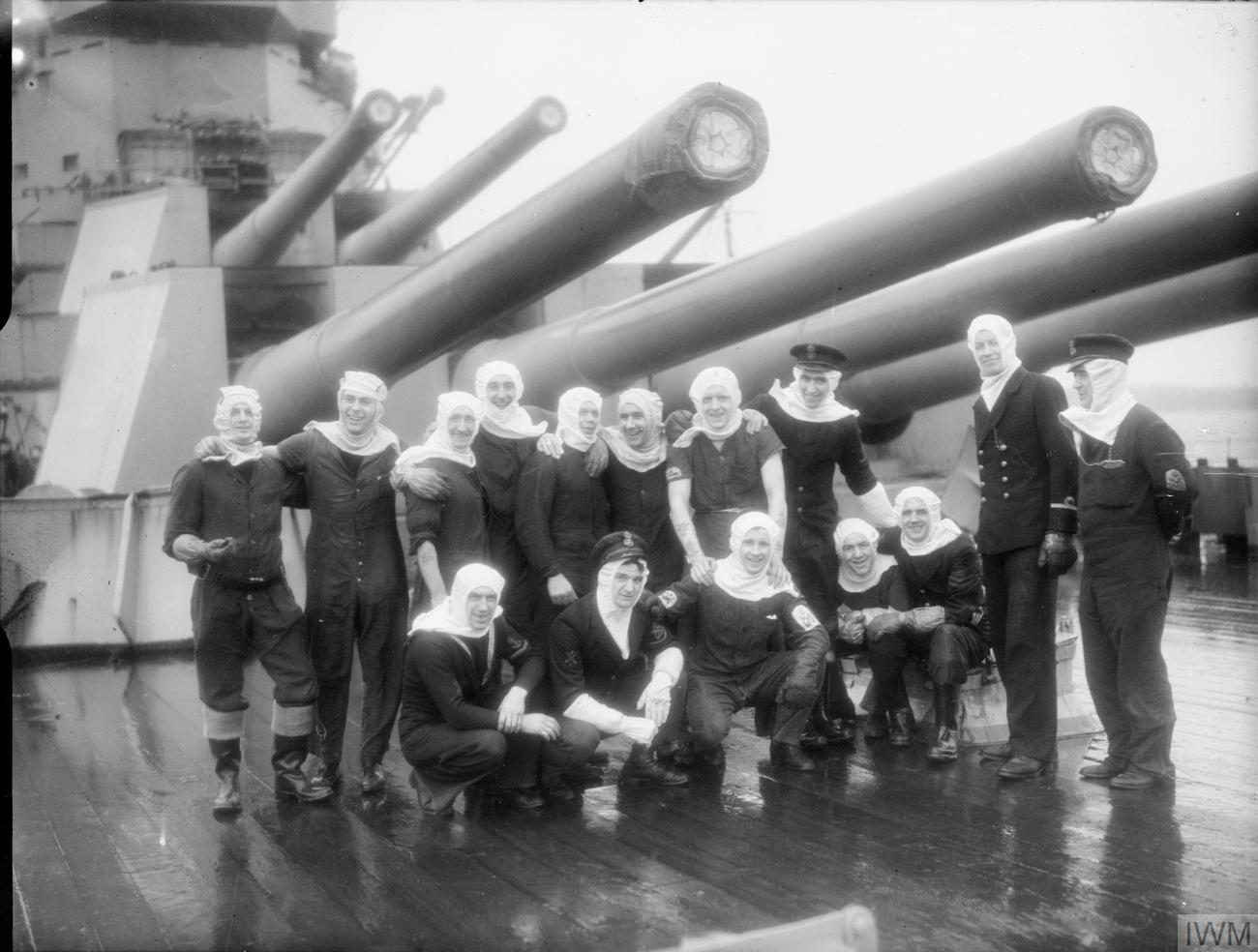
A HMS Duke of York tüzérei a hadihajó 360 mm-es ágyúi előtt pózolnak a Scharnhorst-al való összecsapás után

1943-ban a Kriegsmarine Norvégiába vezényelte a Scharnhorst csatacirkálót, ahonnan veszélyeztethette a Szovjetunióba irányuló sarki hajókonvojokat. Eddigre már a norvég fjordokban állomásozott a Tirpitz csatahajó és két kísérője, ezért a Királyi Haditengerészetet erős kíséretet rendelt ki a konvojok mellé.
1943 decemberében a német felderítők meglátták az egyik konvojt és az Admiralitás arra számított, hogy a következő konvojt a német felszíni egység meg fogják támadni. A JW55B konvoj mellé, amely 1943. december 22-én hagyta el a kikötőt, két haditengerészeti különítményt védelmezett, többek között a Duke of York is. 1943. december 25-én a Scharnhorst kifutott a kikötőből és a Force One cirkálói, a HMS Belfast, a Norfolk és a Suffolk és további négy romboló december 26-án megpillantották a Scharnhorst-ot. 9.30 körül rövid tűzharcot vívtak, majd a Scharnhorst lehagyta üldözőit.
Időközben a Force Two hajói, közte a Duke of York, a HMS Jamaica és négy másik romboló közeledett a Scharnhorst feltételezett helyzetéhez. Kora este, 16.32. körül pillantották meg a német hajót és felkészültek az éjszakai harcra. A Belfast 16.47-kor világítógránátokat lőtt ki a Scharnhorst fölé, hogy megvilágítsa a hajót, majd nemsokára a Duke of York is ugyanezt tette. A brit hajók támadása meglepte a németeket és 16.50-kor kb. 10 km-es távolságból oldalsortüzet adott le a Scharnhorst-ra. 16.55-kor egy 360 mm-es gránát elnémította az Anton löveget, pár perccel később pedig találat érte a Scharnhorst kazántermét. Ennek ellenére a német hajó növelte a sebességét és kezdte lehagyni a brit hajókat, 18.24-re pedig kikerült a Duke of York hatótávolságából, miután az 52 sortüzet adott le rá.
Azonban a Force 2 rombolói ekkor torpedókkal támadták a Scharnhorst-ot, összesen 28-at lőttek ki és ezek közül 3 eltalálta a hajót. A Scharnhorst lelassult és 19.01-kor a Duke of York ismét lőtávolságon belülre került és ismét tüzet nyitott. Csak 19.30-kor fejezte be a tüzelést, hogy hagyja a cirkálóknak megközelíteni a Scharnhorst-ot. Ezalatt 10 db 360 mm-es gránát találta el a német hadihajót, kiütve a fő és másodlagos lövegtornyokat és tüzeket okozva a fedélzeten.
Ezt követően a brit rombolók további 19 torpedót lőttek ki a Scharnhorst-ra, amely erősen megdőlt és 19.45-kor, több mint 10 órás csata után elsüllyedt. A legénységből 1700-an vesztették életüket.

### Felújítás és a csendes-óceáni hadszíntéren
A csata után a Duke of York folytatta a konvojok és anyahajók kíséretét 1944 szeptemberig, amikor Liverpoolban nagyjavítást hajtottak végre rajta, többek között radart és új légvédelmi ágyúkat szereltek fel. 1945 áprilisában utasították, hogy testvérhajójával, az HMS Anton-nal menjen a csendes-óceáni térségre. Útközben azonban Máltán megálltak és a Duke of York-nak elektromos problémái támadtak, csak július 29-én érte el Sydney-t, amikor már semmilyen harccselekményben nem vett részt. A King George V társaságában részt vett a Tokiói-öbölben Japán kapitulációjában. A következő hónapban Hongkongban fogadta az ott állomásozó japán csapatok kapitulációját. 1946 júniusában tért vissza Plymouth-ba további javításokra.

### A háború után
A Duke of York egészen 1949 áprilisig a brit Honi Flotta zászlóshajója maradt. 1951 novemberében kivonták az aktív szolgálatból és 1957. május 18-án törölték a haditengerészet állományából. Még abban az évben szétbontották.

## Fordítás
- Ez a szócikk részben vagy egészben  a   HMS Duke of York című angol Wikipédia-szócikk fordításán alapul.  Az eredeti cikk szerkesztőit annak laptörténete sorolja fel. Ez a jelzés csupán a megfogalmazás eredetét és a szerzői jogokat jelzi, nem szolgál a cikkben szereplő információk forrásmegjelöléseként.